# Salmo 111
Il salmo 111 (110 secondo la numerazione greca) costituisce il centoundicesimo capitolo del Libro dei salmi.